# Olympische Jugend-Sommerspiele 2018/Teilnehmer (Dschibuti)
| Gelbes Symbol für Goldmedaillen mit stilisierten Olympischen Ringen | Graues Symbol für Silbermedaillen mit stilisierten Olympischen Ringen | Braundes Symbol für Bronzemedaillen mit stilisierten Olympischen Ringen |
| ------------------------------------------------------------------- | --------------------------------------------------------------------- | ----------------------------------------------------------------------- |
| —                                                                   | —                                                                     | —                                                                       |

Die Jugend-Olympiamannschaft aus Dschibuti für die III. Olympischen Jugend-Sommerspiele vom 6. bis 18. Oktober 2018 in Buenos Aires (Argentinien) bestand aus fünf Athleten.

## Athleten nach Sportarten

### Judo
Mädchen
- Houda Faissal Abdourahman
Klasse bis 44 kg: 9. Platz
Mixed: 9. Platz (im Team Montreal)

### Leichtathletik
Jungen
- Hamze Ali Hassan
800 m: 6. Platz
- Nabil Mahdi Djama
1500 m: 4. Platz
- Farhan Mohamed Ibrahim
2000 m Hindernis: DNF

### Taekwondo
Mädchen
- Safa Ismael Aden
Klasse bis 44 kg: 9. Platz